# Малкога вогнистовола
Малко́га вогнистовола (Zanclostomus javanicus) — вид зозулеподібних птахів родини зозулевих (Cuculidae). Мешкає в Південно-Східній Азії. Це єдиний представник монотипового роду Вогнистовола малкога (Zanclostomus).

## Опис

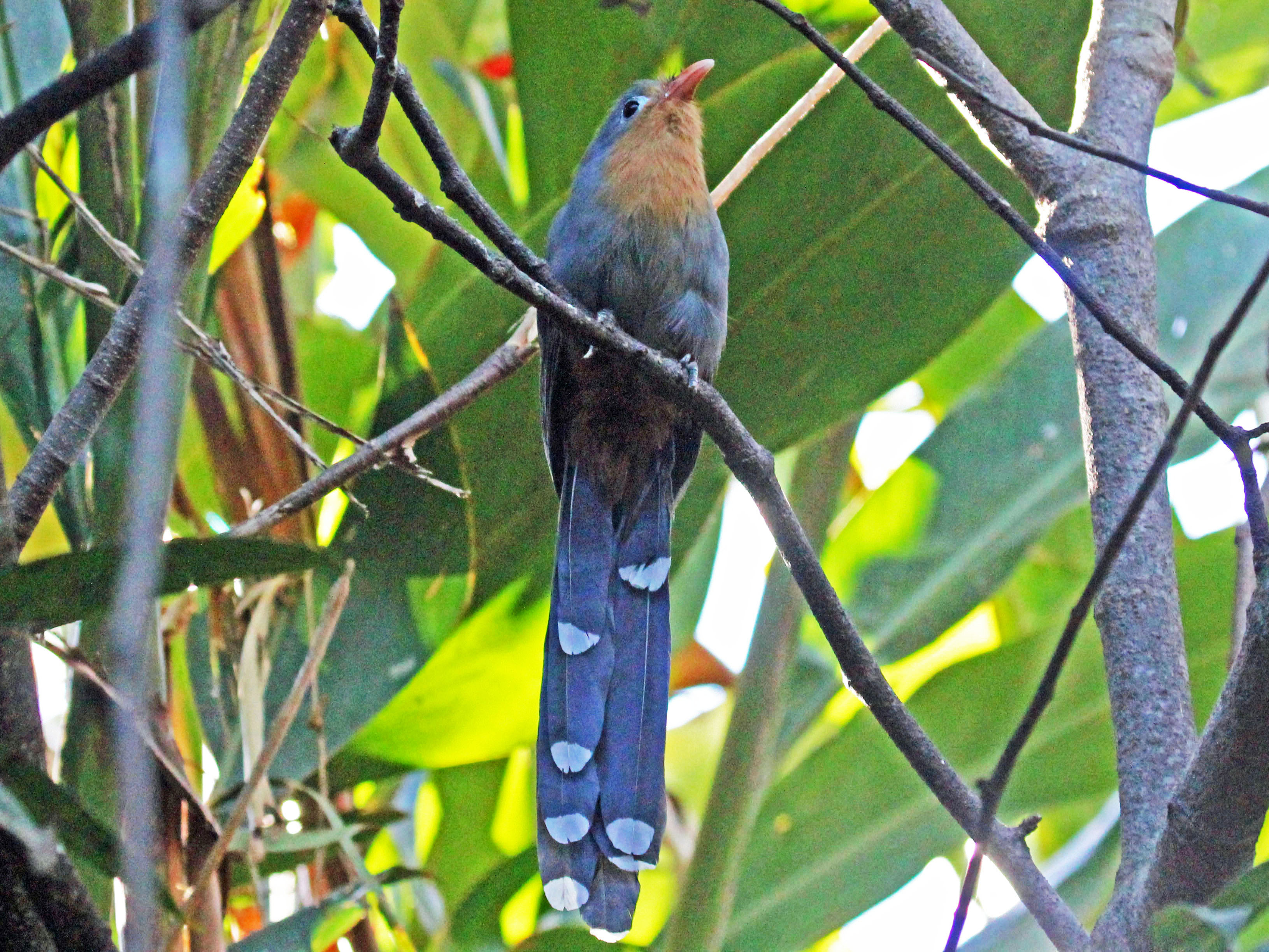
Вогнистовола малкога

Довжина птаха становить 42—44 см, вага 98 г. Верхня частина тіла сіра з синьо-зеленим відтінком крил і хвоста, кінчик хвоста білий. Нижня частина тіла яскраво-руда, на нижній частині грудей широка сіра смуга. Навколо очей пляма сірої або сизуватої голої шкіри. Дзьоб червоний з чорнуватим відтінком, лапи сизі або зеленуваті. У представників підвиду M. p. parva смуга на грудях темно-сіра, крила коротші.

## Підвиди
Виділяють два підвиди:
- M. p. grisescens Mayr & Rand, 1936 — Малайський півострів, Суматра і Калімантан;
- M. p. parva (Salvadori, 1876) — Ява.

## Поширення і екологія
Вогнистоволі малкоги мешкають у М'янмі, Таїланді, Малайзії, Індонезії і Брунеї. Вони живуть у тропічних лісах, на узліссях і галявинах, у чагарникових і бамбукових заростях, на плантаціях. Зустрічаються переважно на висоті до 1000 м над рівнем моря. Живляться комахами, павуками і слимаками. Гніздовий паразитизм не практикують.